# Каррара, Якопо II да
Якопо II да Каррара (Jacopo II da Carrara) (убит 19 декабря 1350)- капитан народа Падуи с 1345.

## Биография
Его предшественник Убертино да Каррара на смертном одре 27 марта 1345 года передал власть в Падуе Марсильетто Папафава да Каррара — своему дальнему родственнику, представителю боковой ветви рода.
Якопо II да Каррара, который считал себя обойдённым, организовал заговор, в результате которого в ночь на 6 мая того же года Марсильетто Папаффа был убит. Убедившись в лояльности военных, он на следующий день созвал Совет и получил официальное назначение в качестве правителя города.
В декабре 1345 года раскрыл заговор во главе с Энрико, Франческо и Николо Мальтраверси, графами Лоззо, первые двое были арестованы и обезглавлены, Николо удалось бежать.
Якопо II да Каррара начал чеканку новых денег — каррарино (carrarino).
В своей внешней политике он старался поддерживать хорошие отношения с соседями: Мастино делла Скала, сеньором Вероны, Обиццо III д’Эсте, маркизом Феррары, и Венецианской республикой. С последней он был союзником и участвовал на её стороне в различный военных предприятиях — в завоевании Зары (май 1346) и Каподистрии (сентябрь 1348) и в войне с Генуей (ноябрь 1350).
Якопо II да Каррара 19 декабря 1350 был убит (заколот кинжалом) Гульельмо да Каррара, внебрачным сыном Якопо I, которого сразу же убили свидетели. Вероятной причиной убийства стали запрет на выезд из города и уголовное преследование, которому подвергся Гульельмо за свою жестокость.
Якопо II да Каррара до последних дней жизни оставался неграмотным, но считается покровителем литературы и искусства, при нём в Падуе некоторое время жил Петрарка.
Якопо II да Каррара был похоронен в Падуе в церкви Сант-Агостино на роскошном похоронном памятнике, на котором Франческо Петрарка поместил надпись на латыни. В 1820 году, когда церковь была снесена, памятник перенесли в Кьеза дельи Эремитани, где он и находится в настоящее время.
Якопо II да Каррара был женат на Льете ди Монтемерло . Дети:
- Франческо I Каррара (ум. 1393), сеньор Падуи.
- Таддеа, жена Мастино II дела Скала.
- Гильола (ум. 1350/51), жена графа Горицы Генриха V.